# 私立パラの丸高校
私立パラの丸高校（しりつパラのまるこうこう）とは、日本のYouTubeチャンネル。略称は「パラ高」。

## 概要
人々が様々な特殊能力を持った世界で高校生達の日常を描いたショートコントアニメ。
株式会社Plottの松浦太一が制作し、イラストをおつじが担当、編集を杉山洋祐が担当している。
みらいとへー子の2人の登場人物にモデルは存在せず、全て松浦が考える「リアルなギャル」がそれぞれ2人に反映されている。

## 制作
YouTubeなどで公開するショートアニメでは作業中に観る方もいることから片耳で聞いても印象に残るセリフや瞬間的で分かりやすいお笑いを心がけている。逆に漫画ではショートアニメよりも集中的に観る方が多いことから読者の熱量や集中力に見合うようなストーリー展開や起承転結を意識している。
ショートアニメと漫画を制作する上で共通して大切にしていることは「キャラクターを好きになってもらうこと」であり、特にひかるとみらい、へー子の3人の魅力は常に引き出せるようにしたいと松浦は考えている。他にも、「優しさ」も大切にしており、企画立案当初から「ダメなところを否定するのではなく、ダメでいいじゃんと笑い飛ばせる世界観」を重視している。
ショートアニメの制作では「視聴者の興味を捉えること」を重視しており、視聴者がどんな反応するかを議論しながら設定を活かせるようなコントのアイデアを出し合っている。
一方、漫画の制作では「キャラクターの新たな一面を見せること」を重視しており、ショートアニメでは派手な演出やキャラクターの感情表現を抑えていたが、その制限を漫画では取り払って、キャラクターの可能性を追求している。
制作の際には松浦の学生時代の経験を思い出しながら制作しており、誰もが忘れたい記憶恥ずかしい経験は共通点が多く共感されやすい。恥ずかしい経験を掘り起こす作業は最初は抵抗があったが次第に楽しくなり、リアリティを出すためには自分の経験が1番だと松浦は語っている。
会話のテンポを大切にしており、ひかるのツッコミは四千頭身のコントをベンチマークにし、静かに面白い感じを意識している。

## 経歴
2020年頃から活動を始めたマリマリマリーが流行しており、Plott内でアニメコントを投稿するYouTubeチャンネルを作ろうとなったのが動画投稿を始めることになったきっかけである。
2022年6月に『しれっとすげぇこと言ってるギャルの会話【アニメコント】』を投稿しこれが大ヒットとなる。この大ヒットにより『しれっとすげぇこと言ってるギャル。 ―私立パラの丸高校の日常―』のコミカライズへと繋がっていく。
2023年10月31日から11月14日まで17LIVEとコラボし声優オーディションを開催した。グランプリ1名と準グランプリ2名を選出し受賞者には動画への出演権が贈呈された。
2024年5月17日に『しれっとすげぇこと言ってるギャル。 ―私立パラの丸高校の日常―』の第一巻の初版を発売した。
同年10月18日に同作の第二巻の初版を発売した。
2025年3月18日に同作の第三巻を発売した。

## スタッフ

### 松浦太一
株式会社Plottの社員。私立パラの丸高校の脚本および『しれっとすげぇこと言ってるギャル。 ―私立パラの丸高校の日常―』の原作を担当している。学生時代より創作活動に関わっており中学と高校では演劇部に所属していた。大学では放送研究会に所属し脚本や演出を担当していた。大学時代に友人とM-1グランプリに出場した事があるが3回戦で敗退した。しかし、その時に「人を笑わせることの大変さ」を痛感し、「ニッチだけど、多くの人に刺さる笑い」を目指し、「これで笑っているのは自分だけだろう」と視聴者が思ってもらうことが大切だと思うようになる。

### おつじ
イラストレーター。私立パラの丸高校および『しれっとすげぇこと言ってるギャル。 ―私立パラの丸高校の日常―』のイラストを担当している。他にも様々な漫画を制作し、作品は次にくる漫画大賞に何度かランクインしている。

### 杉山洋祐
株式会社Plottの社員。私立パラの丸高校および『しれっとすげぇこと言ってるギャル。 ―私立パラの丸高校の日常―』の編集を担当している。

## 主要登場人物
多々光（ただ ひかる）
本作の主人公兼狂言回し。通称：ひかる・ぴかるん。「発光」の能力を持つ平凡な男子高校生。周囲にさり気ないツッコミを入れているが、暗い性格。新聞部所属。YouTubeチャンネルの方では、パラの丸高校のホームページ制作を任されていたが、あまりにも下手だった。
黒井正義（くろい まさよし）
光の親友。通称：マサ。「超重力天体（ブラックホール）」の能力を持つ。明るく自由奔放な性格。バスケ部所属。
見里未来（みさと みらい）
光のクラスメイトのギャルの一人。通称：みらい。「未来視（ヴィジョン）」の能力を持つ。翔子と親しい。
平翔子（たいら しょうこ）
光のクラスメイトのもう一人のギャル。通称：へー子。「平行世界移動（バタフライエフェクター）」の能力を持つ。未来と親しい。兄との仲は険悪。
闇川りこ（やみかわ りこ）
光のクラスメイト。地雷系女子。通称：りこてゃ。「地雷」の能力を持つ。相手が体に触れて、離すと爆発する。裏垢で世界の希望を呟いている（その裏垢は実在する）。

## 著書
- しれっとすげぇこと言ってるギャル。 1―私立パラの丸高校の日常―（集英社、2024年5月17日初版発行、ISBN 978-4-08-893225-5）
- しれっとすげぇこと言ってるギャル。 2―私立パラの丸高校の日常―（集英社、2024年10月18日初版発行、ISBN 978-4-08-893498-3）
- しれっとすげぇこと言ってるギャル。 3―私立パラの丸高校の日常―（集英社、2025年3月18日発行、ISBN 978-4-08-893603-1）

### 私立パラの丸高校
- 公式サイト
- YouTube
- X
- Instagram

### スタッフ

#### 松浦太一
- X

#### おつじ
- X

### 登場キャラクター

#### ひかる
- X

#### マサ
- X

#### りこてゃ
- X